# میوری شیمابوکورو
میوری شیمابوکورو (انگلیسی: Miyuri Shimabukuro؛ زادهٔ ۶ دسامبر ۱۹۹۴) صداپیشه اهل ژاپن است.